# Sesión en vivo (álbum de Libido)
Sesión en vivo es el tercer álbum en vivo de la banda de rock Libido.  Grabado el 5 y 6 de enero de 2014 en el Casino Atlantic City, Miraflores, Lima - Perú. Se lanzó el 16 de junio de 2014.

## Lista de canciones
| Grandes éxitos |                                                      |                                |          |  |
| N.º            | Título                                               | Escritor(es)                   | Duración |  |
| 1.             | «Tan suave» (Canción del disco "Rarezas")            | Manolo Hidalgo                 | 03:48    |  |
| 2.             | «En esta habitación» (Canción del disco "Hembra")    | Jeffry Fischman                | 04:46    |  |
| 3.             | «Hembra» (Canción del disco "Hembra")                | Jeffry Fischman                | 04:00    |  |
| 4.             | «Frágil» (Canción del disco "Pop*Porn")              | Manolo Hidalgo                 | 03:46    |  |
| 5.             | «Esther Fe» (Canción del disco "Pop*Porn")           | Manolo Hidalgo                 | 03:59    |  |
| 6.             | «Tu rostro» (Canción del disco "Hembra")             | Jeffry Fischman                | 04:40    |  |
| 7.             | «Estoy tan gris» (Canción del disco "Pop*Porn")      | Jeffry Fischman                | 03:56    |  |
| 8.             | «Mal tiempo» (Canción del disco "Libido")            | Manolo Hidalgo                 | 03:34    |  |
| 9.             | «Sal» (Canción del disco "Hembra")                   | Jeffry Fischman,Manolo Hidalgo | 04:07    |  |
| 10.            | «Libido» (Canción del disco "Libido")                | Manolo Hidalgo                 | 05:57    |  |
| 11.            | «Invencible» (Canción del disco "Pop*Porn")          | Jeffry Fischman                | 03:18    |  |
| 12.            | «La casa de los gritos» (Canción del disco "Libido") | Manolo Hidalgo                 | 02:50    |  |

| Outtakes Offline |                                                   |                              |          |  |
| N.º              | Título                                            | Escritor(es)                 | Duración |  |
| 13.              | «Ojos de Ángel» (Canción del disco "Libido")      | Toño Jáuregui,Manolo Hidalgo | 02:52    |  |
| 14.              | «Sed» (Canción del disco "Libido")                | Toño Jáuregui                | 02:11    |  |
| 15.              | «No Voy a Verte Más» (Canción del disco "Hembra") | Toño Jáuregui                | 02:13    |  |
| 16.              | «Respirando» (Canción del disco "Hembra")         | Toño Jáuregui                | 03:09    |  |

| No Publicadas |                                              |               |          |  |
| N.º           | Título                                       | Escritor(es)  | Duración |  |
| 17.           | «Tres» (Canción del disco "Hembra")          | Toño Jáuregui | 03:05    |  |
| 18.           | «Cicuta» (Canción del disco "Libido")        | Toño Jáuregui | 02:42    |  |
| 19.           | «Como un Perro» (Canción del disco "Libido") | Toño Jáuregui | 04:08    |  |

## Integrantes
- Salim Vera - Voz y guitarra rítmica.
- Manolo Hidalgo - Primera guitarra.
- Juanpablo Del Águila - Bajo y coros.
- Wilder López - Batería y percusión.